# المستشفى (رحاب)

تعديل مصدري - تعديل

المستشفى  هي إحدى حارات مدينة رحاب بمحافظة إب، بلغ تعداد سكانها 184 نسمة حسب تعداد اليمن لعام 2004.